# Se mig (film)
Se mig (originaltitel: Comme une image) är en fransk dramafilm från 2004 i regi av Agnès Jaoui och manus av Jaoui tillsammans med Jean-Pierre Bacri. Både Jaoui och Bacri har framträdande roller i filmen. Filmen vann pris för bästa manus vid filmfestivalen i Cannes 2004.

## Handling
Filmen handlar om den 20-åriga Lolita Cassard som mår dåligt på grund av sitt utseende och vikt samt att hon känner att alla som tar kontakt med henne egentligen gör det för att prata med hennes far, Étienne Cassard, som är en berömd författare och förläggare. Samtidigt försöker Lolita själv få sin självupptagne fars uppmärksamhet.

## Rollista i urval
- Marilou Berry – Lolita Cassard
- Agnès Jaoui – Sylvia Millet
- Jean-Pierre Bacri – Étienne Cassard, Lolitas far
- Laurent Grévill – Pierre Millet
- Virginie Desarnauts – Karine Cassard, Ètiennes fru och Lolitas styvmor
- Keine Bouhiza – Sébastien
- Grégoire Oestermann – Vincent
- Serge Riaboukine – Félix
- Michèle Moretti – Édith